# Danny van den Meiracker
Danny van den Meiracker (Baarn, 27 maart 1989) is een Nederlands voetballer die als aanvaller speelt.

## Carrière
Vanaf het seizoen 2009/10 speelde de aanvaller voor Spakenburg waar hij ook in de jeugd speelde. Tijdens het seizoen 2011/12 toonde N.E.C. al interesse en liep Van den Meiracker stage bij de Nijmegenaren, maar Spakenburg wilde de speler nog niet laten gaan. In de aanloop naar het seizoen 2012/13 vertrok hij alsnog naar Nijmegen.
Van den Meiracker maakte zijn debuut als profspeler in de met 0-4 gewonnen uitwedstrijd tegen PEC Zwolle waarin hij in de 77ste minuut inviel voor Melvin Platje. Hij kwam tot vijf wedstrijden voor N.E.C. waarna zijn contract niet verlengd werd. 
Op 21 juni 2013 tekende hij voor twee jaar bij FC Oss. Na afloop van deze twee jaar keert Van den Meiracker terug bij zijn oude club SV Spakenburg. In januari 2017 werd hij uit de selectie gezet waarna hij naar FC Lienden ging. Vanaf het seizoen 2018/19 speelt hij voor VV IJsselmeervogels.
Op 13 april 2022 tekende hij voor twee jaar bij Quick Boys.

## Statistieken
| Seizoen | Club             | Competitie     | Competitie | Competitie | Beker | Beker | Totaal | Totaal |
| Seizoen | Club             | Competitie     | Wed.       | Dlp.       | Wed.  | Dlp.  | Wed.   | Dlp.   |
| ------- | ---------------- | -------------- | ---------- | ---------- | ----- | ----- | ------ | ------ |
| 2009/10 | SV Spakenburg    | Vierde Divisie | 0          | 0          | 2     | 2     | 2      | 2      |
| 2010/11 | SV Spakenburg    | Derde Divisie  | 27         | 10         | 2     | 0     | 29     | 10     |
| 2011/12 | SV Spakenburg    | Derde Divisie  | 26         | 24         | 0     | 0     | 26     | 24     |
| 2012/13 | N.E.C.           | Eredivisie     | 5          | 0          | 0     | 0     | 5      | 0      |
| 2013/14 | TOP Oss          | Eerste Divisie | 4          | 2          | 0     | 0     | 4      | 2      |
| 2014/15 | TOP Oss          | Eerste Divisie | 7          | 0          | 0     | 0     | 7      | 0      |
| 2015/16 | SV Spakenburg    | Derde Divisie  | 23         | 15         | 1     | 1     | 24     | 16     |
| 2016/17 | SV Spakenburg    | Tweede Divisie | 17         | 7          | 2     | 2     | 19     | 9      |
| 2016/17 | FC Lienden       | Tweede Divisie | 14         | 11         | 0     | 0     | 14     | 11     |
| 2017/18 | FC Lienden       | Tweede Divisie | 31         | 23         | 1     | 0     | 32     | 23     |
| 2018/19 | IJsselmeervogels | Tweede Divisie | 31         | 20         | 1     | 0     | 32     | 20     |
| 2019/20 | IJsselmeervogels | Tweede Divisie | 23         | 18         | 2     | 1     | 25     | 19     |
| 2020/21 | IJsselmeervogels | Tweede Divisie | 5          | 0          | 0     | 0     | 5      | 0      |
| 2021/22 | IJsselmeervogels | Tweede Divisie | 22         | 7          | 0     | 0     | 22     | 7      |
| 2022/23 | Quick Boys       | Tweede Divisie | 24         | 13         | 0     | 0     | 24     | 13     |
| 2023/24 | Quick Boys       | Tweede Divisie | 16         | 5          | 2     | 0     | 18     | 5      |
| 2023/24 | IJsselmeervogels | Derde Divisie  | 14         | 8          | 0     | 0     | 14     | 8      |
| Totaal  | Totaal           | Totaal         | 289        | 163        | 13    | 6     | 302    | 169    |

## Erelijst
- Kampioen Topklasse Zaterdag: 2012 (SV Spakenburg)
- Topscorer Topklasse Zaterdag: 2011/12